# Tokugawa Masako
Tokugawa Masako est un nom japonais traditionnel ; le nom de famille (ou le nom d'école), Tokugawa, précède donc le prénom (ou le nom d'artiste).
Tokugawa Masako (徳川 和子), 23 novembre 1607 - 2 août 1678, aussi appelée Kazu-ko est une impératrice consort du Japon. Elle est la fille de Tokugawa Hidetada, deuxième shogun de l'époque d'Edo de l'histoire du Japon. 

## Biographie
- 1620 (ère Genna 6) : Masako entre au palais en tant que consort de l'empereur Go-Mizunoo. Bien que Go-Mizunoo a déjà pris une femme, le mariage de Masako est célébré en grande pompe[2].
- 1624 : Masako reçoit le titre de chūgū (中宮?), ce qui indique qu'elle est une seconde épouse légitime et donc une impératrice consort établie. Elle est la première consort à porter ce titre depuis le règne de l'empereur Go-Hanazono[3].
- 1629 : Lorsque l'empereur Go-Mizunoo abdique en 1629, Masako prend le titre et le nom Tōfuku mon-in (東福門院?)[4]

La fille de Masako, la princesse impériale Onna-Ichi-no-miya Okiko, succède à son père. Elle montre sur le trône du chrysanthème au titre d'impératrice Meishō. À Meishō succède deux des fils de son père par une autre mère. Ces princes impériaux sont connus comme empereur Go-Kōmyō et empereur Go-Sai. Tous deux ont été élevés par Masako comme s'ils étaient ses propres fils.
Elle a utilisé sa fortune pour réunir Edo et Kyoto et aussi pour maintenir les normes élevées de la Cour. Elle l'utilise également pour restaurer les bâtiments importants endommagés au cours des années précédentes de guerre. Beaucoup de ces restaurations ont été initialement attribuées à son frère Iemitsu ou à son mari, mais ont récemment été correctement portées à son crédit. Une autre façon importante dont elle a utilisé son argent a consisté à assurer la représentation du clan Tokugawa.
Protectrice des arts, elle rassemble des antiquités ainsi que de l'art contemporain. Elle est également habile à la calligraphie et s'essaye à la poésie.

## Source de la traduction
- (en) Cet article est partiellement ou en totalité issu de l’article de Wikipédia en anglais intitulé « Tokugawa Masako » (voir la liste des auteurs).